# جنيفر جونسون
جنيفر جونسون (بالإنجليزية: Jennifer Johnson)‏ هي لاعبة غولف أمريكية، ولدت في 2 أغسطس 1991 في سان دييغو في الولايات المتحدة.

## وصلات خارجية
- جنيفر جونسون على موقع رابطة لاعبات الغولف المحترفات (الإنجليزية)